# Ari
Ari è un comune italiano di 1 065 abitanti della provincia di Chieti in Abruzzo. Il comune fa parte dell'unione dei comuni della Vallata del Foro.

## Geografia fisica

### Territorio
Centro agricolo del Subappennino, situato su uno sperone alla sinistra del torrente Dendalo.

## Storia
Presso le grotte di San Giovanni è stata ritrovata una statuetta votiva in bronzo attualmente sita all'Antiquarium Teatinum. La statua raffigura un uomo con un gonnellino che regge nella mano destra un piatto in segno di offerta o di richiesta a una divinità. Del I secolo a.C. sono state ritrovate delle epigrafi nelle zone limitrofe del paese. Tuttavia la prima citazione storica del paese risale all'870 quando tra i possedimenti dell'abbazia di Montecassino viene citata un sancti Petri in loco qui dicitur Ari (San Pietro nel luogo che viene chiamato Ari). Il folclore contadino ha sempre collegato l'origine della contrada San Pietro con una comunità monastica, voce attestata dalla presenza di alcuni ruderi, forse di un convento. Forse la fondazione di Ari è da ricercare proprio attorno a un monastero per trarre sostentamento e protezione. Il cenobio grazie all'aiuto economico fornitogli dai Normanni si è andato man mano ampliandosi arrivando all'apogeo tra il X e l'XI secolo quando constava anche di una biblioteca, di un oratorio e di un nugolo di possedimenti tra chiese, terreni, e mulini. Due bolle papali, di Alessandro III del 1173 e di Innocenzo III del 1208, ribadiscono l'appartenenza alla diocesi di Chieti, mentre una bolla dell'imperatore Lotario ne conferma alcuni privilegi.
Indi il monastero decadde tra il 1400 e il 1464 e con la morte dell'ultimo cappellano la zona fu assorbita definitivamente dalla mensa vescovile. Dal XIII secolo si succedono vari feudatari, tra cui sono degni di menzione: Rinaldo de Aro, Guglielmo Carbone, Francesco della Torre e i Ramignani.
Nel XX secolo il paese venne trasformato in un cenacolo artistico e letterario da personalità tra cui Mario Nolli, Gabriele D'Annunzio e Luigi Pirandello.

### Pensione inglese
Negli anni venti e trenta del 1900, divenne famosa la residenza dei baroni Nolli di Ari per la cosiddetta "Pensione Inglese". La baronessa Frances Picton Warlow Nolli, infatti, realizzò nel paese un cenacolo letterario che attraeva sia artisti inglesi e olandesi sia artisti e letterati italiani. Tra questi, si ricordano i nomi di Gabriele D'Annunzio, Luigi Pirandello, Guglielmo Marconi.

### Seconda guerra mondiale
Durante l'occupazione tedesca, l'11 gennaio 1944, San Pietro Ari fu luogo dell'eccidio di quattro profughi ebrei (Giovanna Hofbauer, Sigismondo Schiff, Stefania Weiss, Ester Welicka), arrestati nella vicina Orsogna, dove durante i precedenti anni di guerra erano stati confinati come stranieri a regime di internamento civile.

## Monumenti e luoghi d'interesse
Il palazzo-"castello"
Il palazzo-"castello" fu verosimilmente un palazzo nobiliare, non edificato a scopo difensivo. La torre merlata che è posta accanto al portone d'accesso, in piazza Bucciante, è stata costruita nel 1700, forse sui resti di un preesistente castello. A partire dal XVI secolo nel palazzo vi si avvicendarono varie famiglie, tra cui i Carafa; dal 1577 vi risiedono i Ramignani, camerlenghi di Chieti, che usarono questo palazzo come residenza estiva. Nella seconda metà del Cinquecento vi furono intraprese delle modifiche strutturali dandogli un'impronta rinascimentale. Successivamente, alla fine del Settecento i Nolli utilizzarono il palazzo come residenza estiva. Alla fine dell'Ottocento ospitò un circolo culturale (la cosiddetta "Pensione inglese") cui parteciparono anche Gabriele D'Annunzio, Francesco Paolo Michetti e Luigi Pirandello, che nel 1908 era presidente di commissione agli esami di Stato del liceo classico di Lanciano. Il palazzo consta di tre corpi di fabbrica. Anticamente, sulla medesima piazza dov'è il palazzo-"castello" vi era una chiesa parrocchiale, già esistente tra il 1324 e il 1325 e trasformata tra il XVIII e il XIX secolo, distrutta nel 1944.
Chiesa di San Salvatorefu ricostruita nel dopoguerra come parrocchia di Ari, sopra un'altura che sovrasta la collinetta del castello baronale, attualmente accessibile da una moderna monumentale scalinata. La chiesa antica risaliva al medioevo, fu ampliata nel 1754 e nuovamente a llla fine del '700 per l'aumento della popolazione e si andò a unire al palazzo castello.
Durante la seconda guerra mondiale i nazisti minareto il campanile che dustrusse la zona centrale della navata. Negli anni cinquanta il genio civile demolisce le zone pericolanti dell'edificio e il comune, con lo spazio creato dalla demolizione, e amplia la piazza Bucciante. Oggi ne rimangono due stanze con le volte a crociera anticamente adibiti a stanze di servizio dell'edificio sacro. Nel 1955 la chiesa venne ricostruita sul colle dinanzi il centro storico con struttura basilicale pseudo romanica, a tre navate e transetto, mentre la facciata, con rosone e mosaico, sulla piazza è in mattoni. L'interno, spoglio conserva di particolare dei dipinti nell'abside e delle statue di santi tra cui quella di San Giovanni Battista e quella della Madonna con Bambino. Accanto alla facciata romanicheggiante in mattoni, svetta uno slanciato e alto campanile a torre quadrata, dotato di orologio e di un concerto di campane montato allo stile veronese.
Chiesa della Madonna delle Grazie
La prima menzione risale al 1671 in una visita dell'allora vescovo alla chiesa di Ari. Tra le statue site all'interno vi sono quelle della Madonna delle Grazie, una delle più antiche della provincia (XIII secolo), usata per le processioni, conservata attualmente nel museo diocesano di Lanciano, e poi quella di santa Filomena. Attraverso l’impegno del comitato restauro, della diocesi e dei cittadini la chiesa sta subendo un processo di restauro radicale, che la sta riportando allo splendore di un tempo. La chiesa ha classico impianto di chiesa rinascimentale campestre dell'Abruzzo, impianto rettangolare, facciata piana preceduta da portico ad archi, campanile a vela.
Chiesa di San Giovanni
La chiesa risulta officiata fino al 1800 e documentata sin dall'inizio del 1200. Oggi restano ruderi. 
Chiesa di San Rocco
Forse ottocentesca, presenta all'interno un'aula unica con abside e volta a botte, e conserva una statua lignea.
Chiesa di Sant'Antonio abate
È sita a un chilometro da Ari sulla strada provinciale Ari-Filetto: risale al 1858 ed è in stile neoclassico; per l'aspetto con il portico adiacente all'ingresso, si pensa fosse costruita sopra una preesistente. L'interno è a un'unica navata con soffitto a volta e abside poligonale. La facciata è preceduta da un portico a volta. All'interno vi sono varie statue tra cui una di Sant'Antonio abate. Nella chiesa è presente anche un quadro raffigurante Sant’Antonio, datato 1847 da artista ignoto ma di pregevole fattura. Alcuni documenti attestano che precedentemente su questo stesso luogo vi era un altro edificio dedicato allo stesso santo. Questa chiesa grazie all’impegno del comitato festa e di diverse persone devote è stata restaurata parzialmente nel corso del 2015. 
Chiesa di San Michele Arcangelo
Sita in contrada San Pietro all'incrocio con la Via per Giuliano Teatino e la strada provinciale Filetto-Miglianico. Risale agli anni trenta e fu inaugurata nel 1939. Le pietre per la costruzione di questa chiesa sono state raccolte da donne e trasportate sul luogo di edificazione tramite carri agricoli ed edificata con il lavoro gratuito della gente. La chiesa è di modeste dimensioni, a navata unica, volta a botte e abside rotondeggiante.
Ruderi della chiesa di San Pietro in Campis
Sono siti nella contrada di San Pietro. Constava di un monastero benedettino. Fu abbattuta nel XVIII secolo perché ritenuta pericolante. Le sue fondamenta sono site sotto l'area comune dell'abitato. Nelle vicinanze della chiesa,  sulla strada, è stata costruita una piccola cappella circolare con cupola, dedicata al santo.
Chiesa di Santa Maria della Misericordia
Posta su di un dirupo risparmiato da una precedente frana del 1940, lungo via Santa Maria. La prima citazione risale al 1661 insieme con un eremita. L'interno è ottagonale sovrastato da un cupolino; presso l'altare vi è una tela che raffigura la Madonna della Misericordia.
Cappella della Madonna delle Grazie.
Sita in contrada Pianagrande. È stata costruita nel 2004 dagli abitanti stessa della contrada a loro spese con un finanziamento del comune. L'edificio è poco più che un'edicola ed è stato eretto su un progetto di un architetto locale.
Edicola di San Francesco di Paola

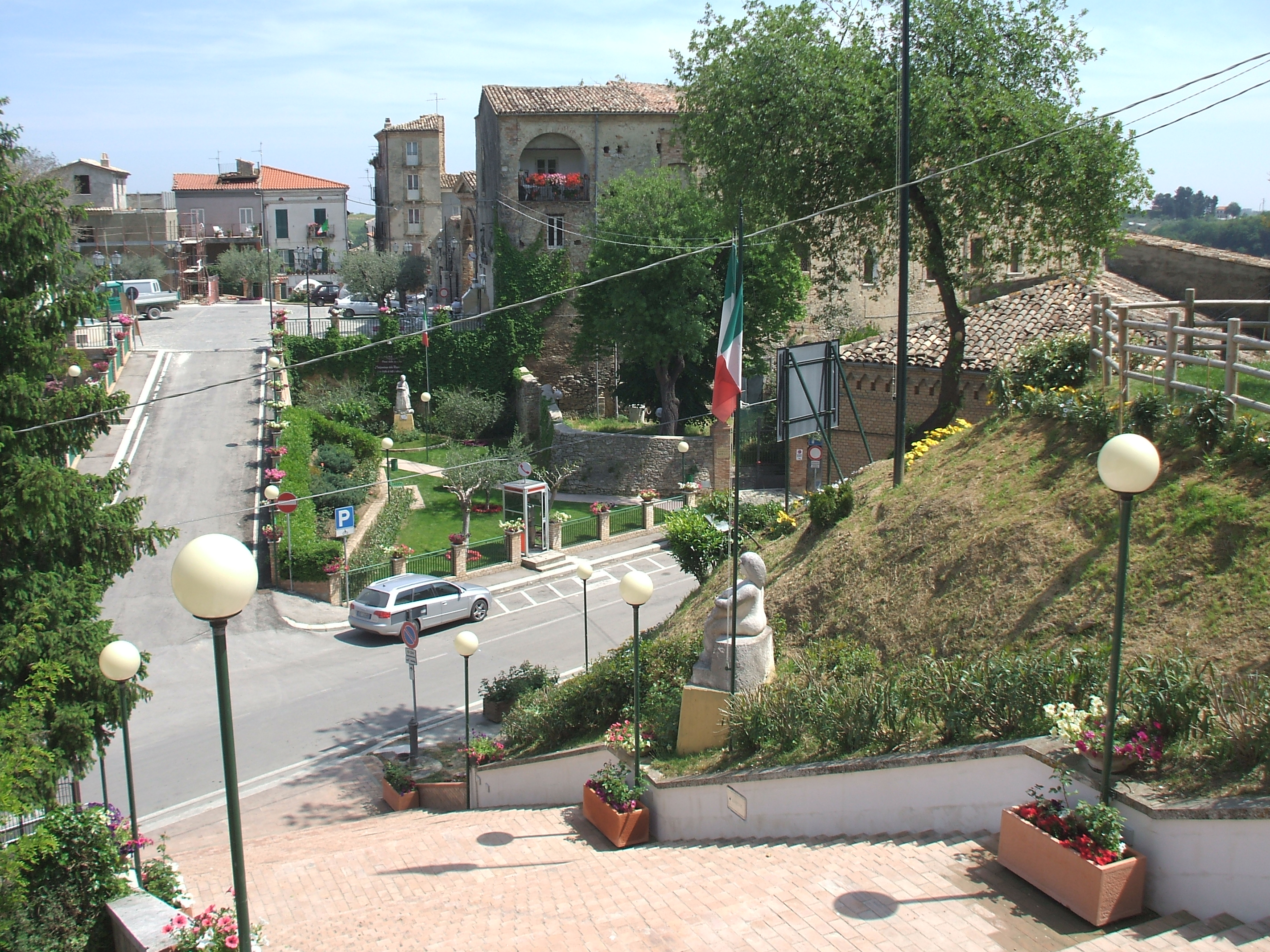
Piazza Bucciante e giardini pubblici

Fu costruita negli anni trenta e abbandonata negli anni settanta. Verrà ricostruita.
Chiesa di Santa Maria in Frasconara
Anch'essa come la chiesa di Santa Maria della Misericordia era sita in contrada Santa Maria, ed è scomparsa dal XVI secolo. Constava di un monastero femminile.
Chiesa di San Bartolomeo
Era sita in contrada Turri. La messa non fu officiata dal XVI secolo e lentamente decadde fino alla sua scomparsa.
Chiesa di San Giovanni Battista
Ne rimane un rudere in contrada Sant'Antonio.
Chiesa di Sant'Agostino
La sua ubicazione rimane ignota.

### Paese della memoria
Il piccolo centro è noto da anni come "Paese della memoria". Sono quasi trenta i monumenti, scolpiti nella bianca pietra della Maiella a memoria dei martiri di oggi; tutori dell'ordine, magistrati, giornalisti e giudici morti per mano mafiosa al servizio della patria e della giustizia. Tra questi si ricordano Giovanni Falcone, Paolo Borsellino, Rosario Livatino, Marco Biagi, Nicola Calipari.

## Società

### Evoluzione demografica
Abitanti censiti

## Cultura

### Cucina
- Primi piatti: Brodo con pane dorato (brodo di gallina), Bucatini al sugo di agnello.
- Secondi piatti: Coniglio con le patate sotto il coppo, Baccalà con le patate, Pallotte cace e ove, Papparella (miscuglio di verdure di campo), Rivotiche (frittelle), Porchetta.

### Eventi

#### Festività
- Seconda domenica di maggio: San Michele Arcangelo
- 13 giugno: Sant'Antonio da Padova
- Terza settimana di luglio: Cococcioliamoci (evento enogastronomico dedicato al vino Cococciola, ottenuto dall’omonima uva a bacca bianca autoctona, che si può fregiare sia dell’indicazione IGP che di quella DOP).
- 1º sabato di agosto: Festa del socio della Cantina sociale di Ari
- 16 agosto: San Rocco
- Terza domenica di settembre: Madonna delle Grazie
- Il sabato successivo: Santa Filomena

## Economia
Viticoltura per uva da vino (Pecorino, Trebbiano, Passerina, Montepulciano e soprattutto Cococciola) e da tavola, olive, cereali e ortaggi.  Lavorazione di giunchi e vimini per produrre cesti, apicultura, intarsiatura del legno e produzione di cancelli in ferro battuto. Anticamente vi era la produzione e la lavorazione della lana nonché si praticava la transumanza.

## Amministrazione
| Periodo | Periodo   | Primo cittadino     | Partito                                        | Carica  | Note |
| ------- | --------- | ------------------- | ---------------------------------------------- | ------- | ---- |
| 1999    | 2004      | Renato D'Alessandro | Lista civica Insieme per Ari                   | Sindaco |      |
| 2004    | 2009      | Renato D'Alessandro | Lista civica Insieme per Ari                   | Sindaco |      |
| 2009    | 2014      | Elena Di Biase      | Lista civica Continuando nella crescita di Ari | Sindaco |      |
| 2014    | 2019      | Marcello Salerno    | Lista civica Ari futura                        | Sindaco |      |
| 2019    | 2024      | Marcello Salerno    | Lista civica Ari futura                        | Sindaco |      |
| 2024    | In Carica | Fabio Santone       | Lista civica Uniamo Ari                        | Sindaco |      |

## Sport

### Calcio
La principale squadra di calcio della città è S.S.D. Ari calcio 1972 che milita nel girone C chietino di 1ª Categoria. È stata rifondata nel 2017/2018. I colori sociali sono: il giallo e il blu.